# Toroide (magnetismo)
Un toroide è un anello di materiale ferromagnetico in cui è avvolto un solenoide (un filo avvolto strettamente a forma di spirale prende il nome di solenoide) e che ha, generalmente, un raggio molto maggiore della sua larghezza. Si trova all'interno degli interruttori differenziali.

## Campo magnetico
In base a considerazioni di simmetria le linee del campo di induzione magnetica {\displaystyle {\vec {B}}} formano circonferenze concentriche all'interno del toroide. 
Se applichiamo la legge di Ampère considerando come linea chiusa una di queste circonferenze concentriche di raggio {\displaystyle r} percorsa in senso orario, risulta:
{\displaystyle \int _{l}{\vec {B}}{\vec {d}}l=B2\pi r=\mu _{0}iN}
dove {\displaystyle i} è la corrente negli avvolgimenti toroidali (positiva) e {\displaystyle N} è il numero totale di spire. 
Ricavando {\displaystyle B}, si ha:
{\displaystyle B={\frac {\mu _{0}iN}{2\pi r}}}
Diversamente da quanto avviene nel caso del solenoide, {\displaystyle B} non è costante sulla sezione del toroide; inoltre, si può dimostrare che {\displaystyle B=0} per i punti all'esterno di un toroide ideale.
Il verso del campo magnetico all'interno di un toroide segue la regola della mano destra: chiudendo le dita nel verso della corrente, il pollice indica il verso del campo magnetico.